# NGC 6033
NGC 6033 (другие обозначения — UGC 10159, MCG 0-41-3, ZWG 23.11, NPM1G -01.0479, PGC 56941) — галактика в созвездии Змея.
Этот объект входит в число перечисленных в оригинальной редакции «Нового общего каталога».